# Ропмуйжа
Ро́пмуйжа (латыш. Ropmuiža) — деревня в Яунауцкой волости Салдусского края Латвии.

## География
Находится на западе волости. В качестве близлежащих населённых пунктов выступают центр волости село Яунауце, которое располагается в пяти километрах к востоку от деревни, деревня Ликупени в 7.5 километрах на запад, деревня Реньги в 6 километрах на юг и село Руба в восьми километрах к югу. Ропмуйжа находится на дорогах P96 и V1177. Также, сама деревня располагается на реке Эзере.

## Население
Согласно переписи 2005 года в деревне проживает 25 человек.